# Sergiusz Wołczaniecki
Sergiusz Wołczaniecki (Zaporiyia, URSS, 9 de noviembre de 1964) es un deportista polaco que compitió en halterofilia.
Participó en los Juegos Olímpicos de Barcelona 1992, obteniendo una medalla de bronce en la categoría de 90 kg. Ganó una medalla de plata en el Campeonato Europeo de Halterofilia de 1993, en la categoría de 91 kg.

## Palmarés internacional
| Juegos Olímpicos   | Juegos Olímpicos   | Juegos Olímpicos  | Juegos Olímpicos |
| Año                | Lugar              | Medalla           | Categoría        |
| ------------------ | ------------------ | ----------------- | ---------------- |
| 1992               | Barcelona (España) | Medalla de bronce | 90 kg            |
| Campeonato Europeo |                    |                   |                  |
| Año                | Lugar              | Medalla           | Categoría        |
| 1993               | Sofía (Bulgaria)   | Medalla de plata  | 91 kg            |